# 트로이 온스
트로이 온스(영어: troy ounce)는 금, 은 등 값비싼 금속의 중량단위이다. 1트로이 온스는 31.1034768g에 해당한다. 영국에서 쓰기 시작하여 현재는 세계적으로 사용되고 있다.
1트로이온스의 무게는 480그레인이다. 1959년 7월 1일 국제 야드 및 파운드 협정이 시행된 이후 곡물 단위는 정확히 64.79891밀리그램: C-19 로 정의된다. 따라서 1트로이 온스 = 480그레인 × 0.06479891그램/그레인 = 31.10347680그램이다. 온스는 437.5 그레인으로 정의되므로 1트로이 온스는 정확히 480⁄437.5 = 192⁄175, 즉 약 1.09714 온스 또는 약 9.7% 더 많다. 귀금속 거래에 대한 트로이 온스는 EU 지침 80/181/EEC에서 31.10g에 충분히 근접한 것으로 간주된다.
네덜란드 트로이 시스템은 8온스, 20엥겔(페니웨이트) 온스, 32as의 엥겔을 기준으로 한다. 이 마크는 3,798트로이 그레인 또는 246.084그램으로 평가되었다. 구분은 타워 시스템과 동일하다.

## 같이 보기
- 트로이 무게